# Wital Kuraszyk
Wital Uładzimirawicz Kuraszyk (biał. Віталь Уладзіміравіч Курашык, ukr. Witalij Wołodymyrowicz Kuraszyk, Віталій Володимирович Курашик; ur. 8 maja 1939 we wsi Dywin, w województwie poleskim, II Rzeczypospolitej) – polityk Republiki Autonomicznej Krymu narodowości białoruskiej.
Pierwszy premier Republiki Autonomicznej Krymu od 22 marca 1991 do 20 maja 1993. Ambasador Białorusi na Ukrainie w latach 1993–2001.